# Cejnové pásmo

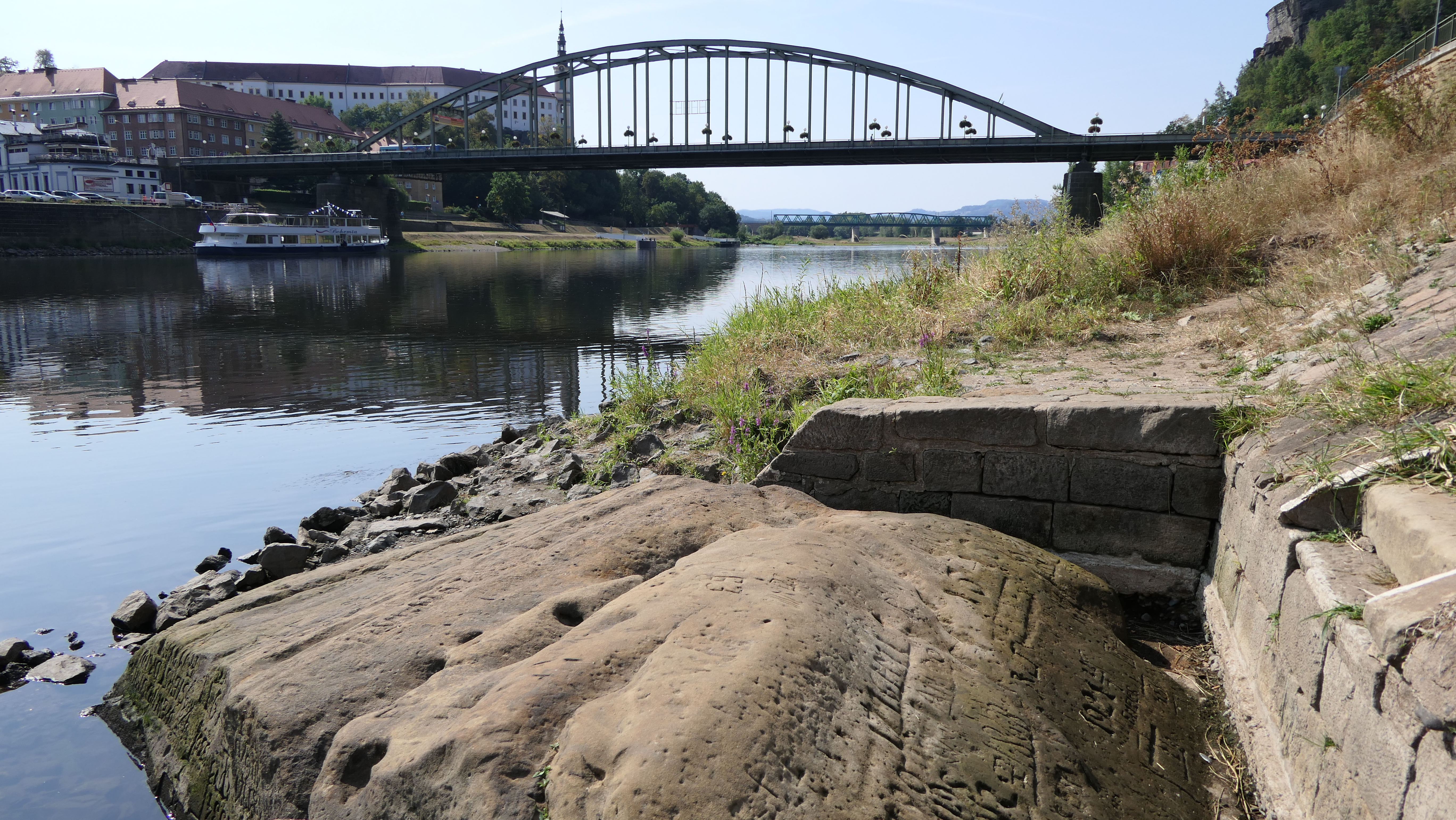
Labe protékající Děčínem

Cejnové pásmo, metapotamal je pásmo v systému rybích pásem podle profesora Friče které tvoří nejdolnější, nížinné toky řek. Je charakteristické přítomností cejnů, cejnků a dalších kaprovitých ryb. 

## Popis biotopu
Cejnová pásma představují v současnosti nejběžnější typ rybího pásma, a to od provedení regulací toků. Výstavbou řady příčných staveb vznikly cejnové úseky i na vodách spadajících dříve do pásem lipanových či parmových. Pokud tok není uměle regulován a napřímen, vytváří četné meandry a vznikají tak slepá ramena, hluboké tůně, tišiny a úplavy. Proudění je zde pomalejší a na dně je často usazen i jemnější sedimentovaný materiál, který je průběžně snášen proudem z výše položených pásem toku, naopak k většímu odnosu sedimentů dochází jen za povodní. Množství živin je s rostoucím povodím toku vyšší a na většině toků lze vysledovat i známky znečištění. Pokud tok není přetížen odpadními vodami, bují ve vodě velké množství planktonních i přisedlých řas, v mělčích partiích pestré vodní a obojživelné rostlinstvo a v bentosu převažují larvy pakomárů, nitěnky, pijavky, měkkýši a larvy jepic a chrostíků.
Teplota vody v cejnovém pásmu dosahuje vyšších hodnot, až téměř ke 30 °C. V horkých letních dnech občas dochází ke kyslíkovému deficitu, což může vést až k úhynu ryb. K tvorbě kyslíku výrazně pomáhají vodní rostliny, avšak primární produkce - zejména fytoplankton - může za slunečných dnů způsobovat i přesycení vody kyslíkem. Vlivem slabšího proudu zde proudomilné druhy ustupují druhům eurytopním. Typickými druhy jsou cejn velký, sumec velký, candát obecný, cejnek malý, ježdík obecný, plotice obecná, ouklej obecná, štika obecná, karas stříbřitý a okoun říční. Vody cejnového pásma jsou hluboké a obtížně prozkoumatelné, tudíž o počtech a biomasách ryb v těchto vodách existuje jen málo spolehlivých informací. Z nich lze usoudit, že početnosti zde mohou dosahovat až desítek tisíc kusů a biomasa se obvykle pohybuje ve stovkách kilogramů na hektar plochy.

## Ryby cejnového pásma

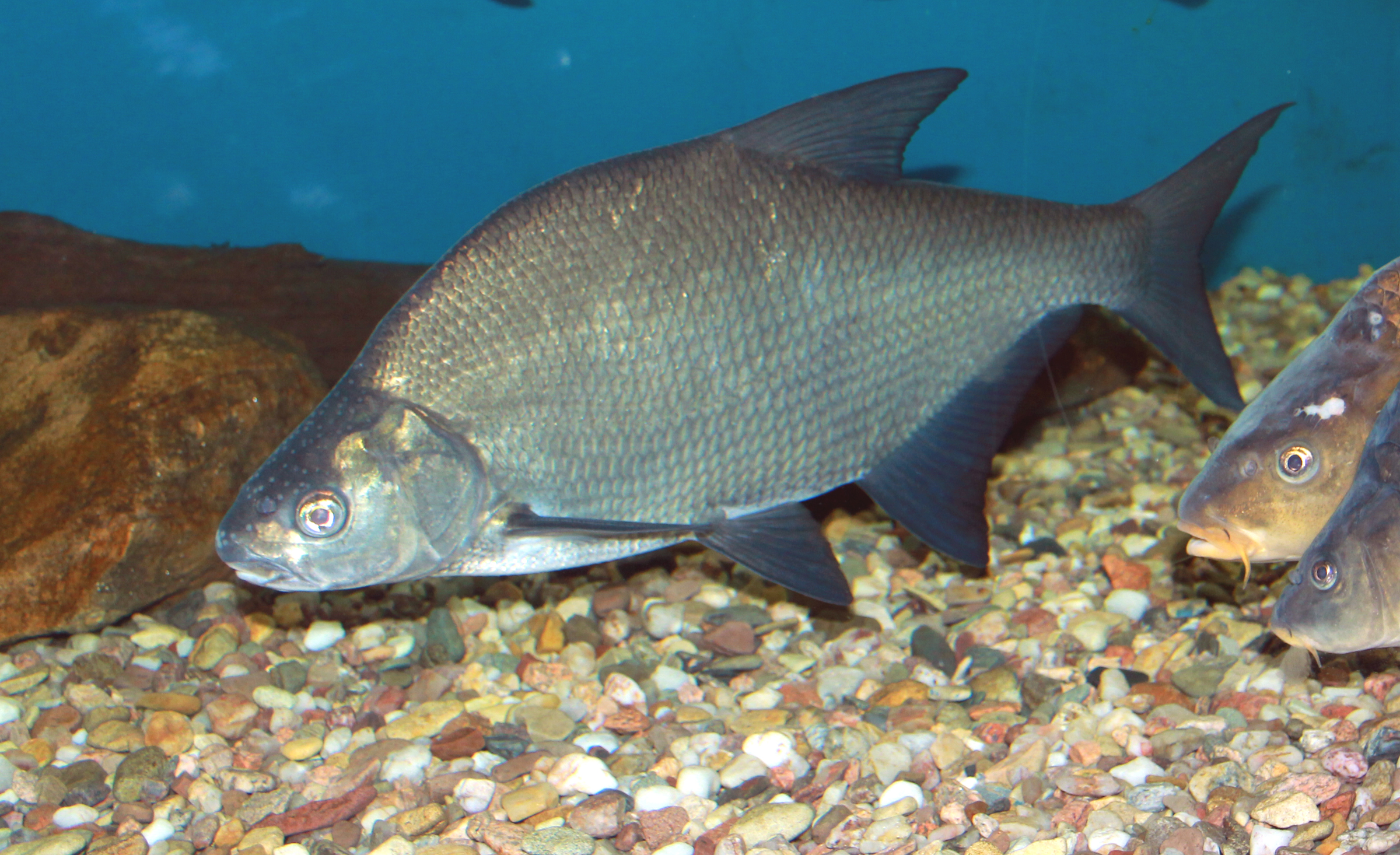
Cejn velký
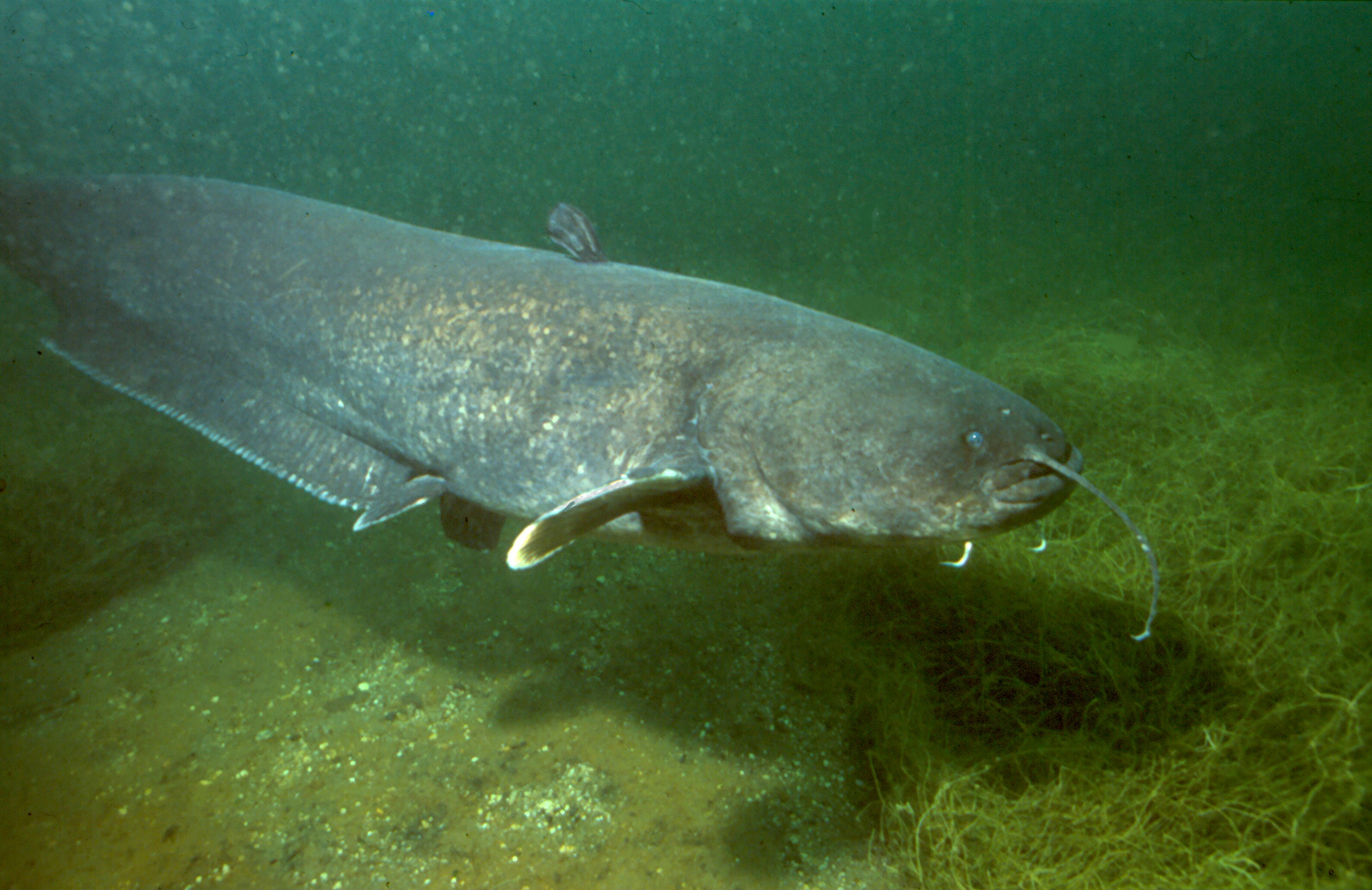
Sumec velký
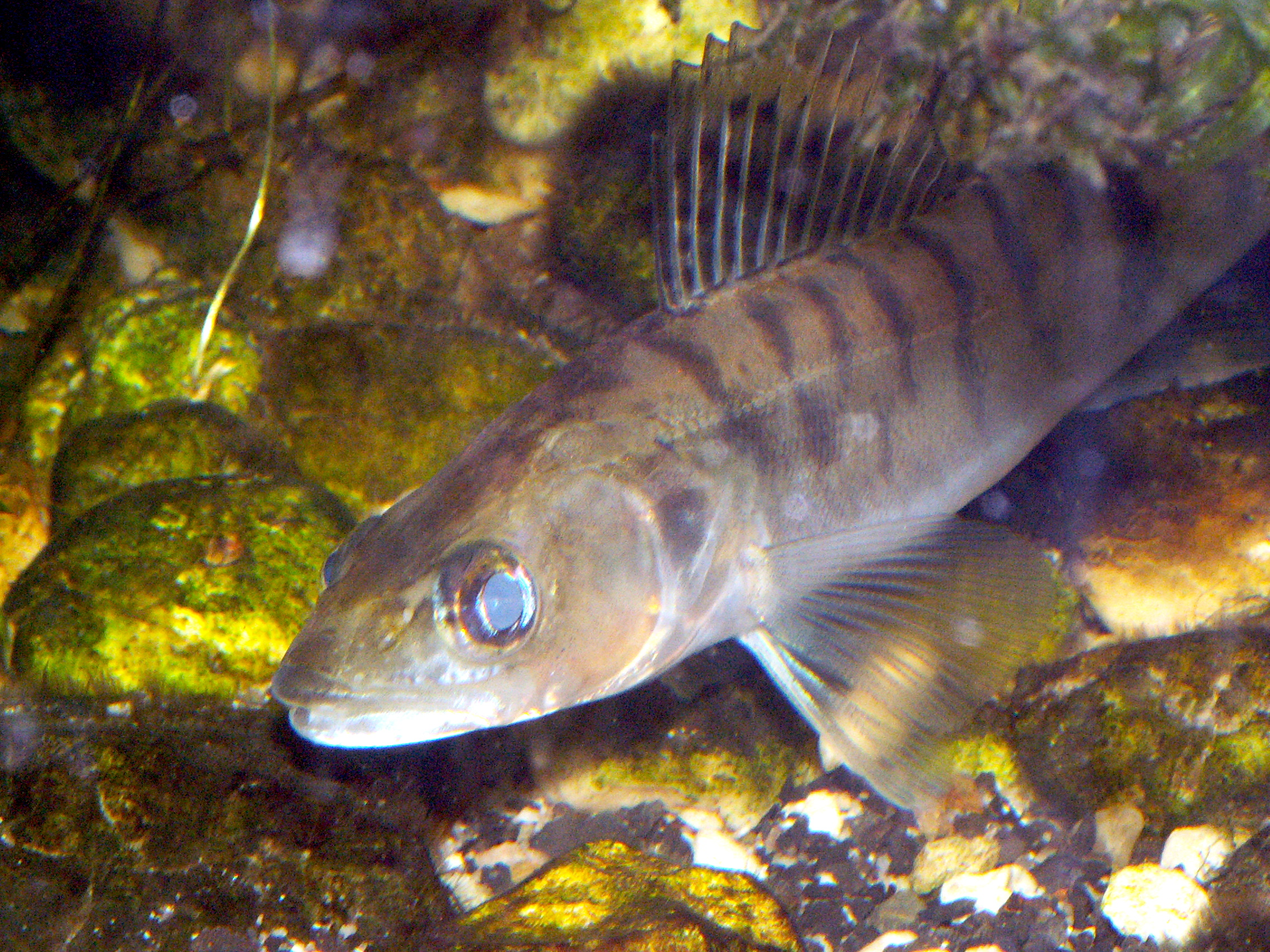
Candát obecný
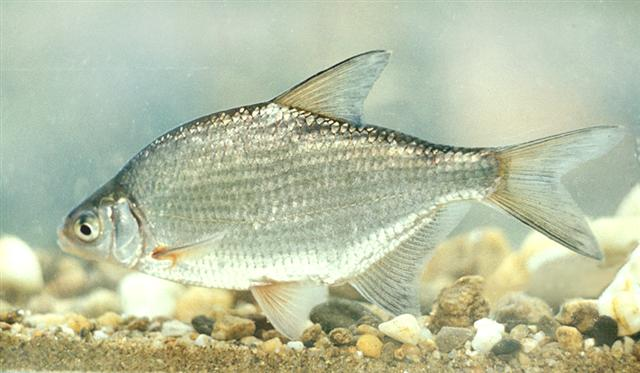
Cejnek malý
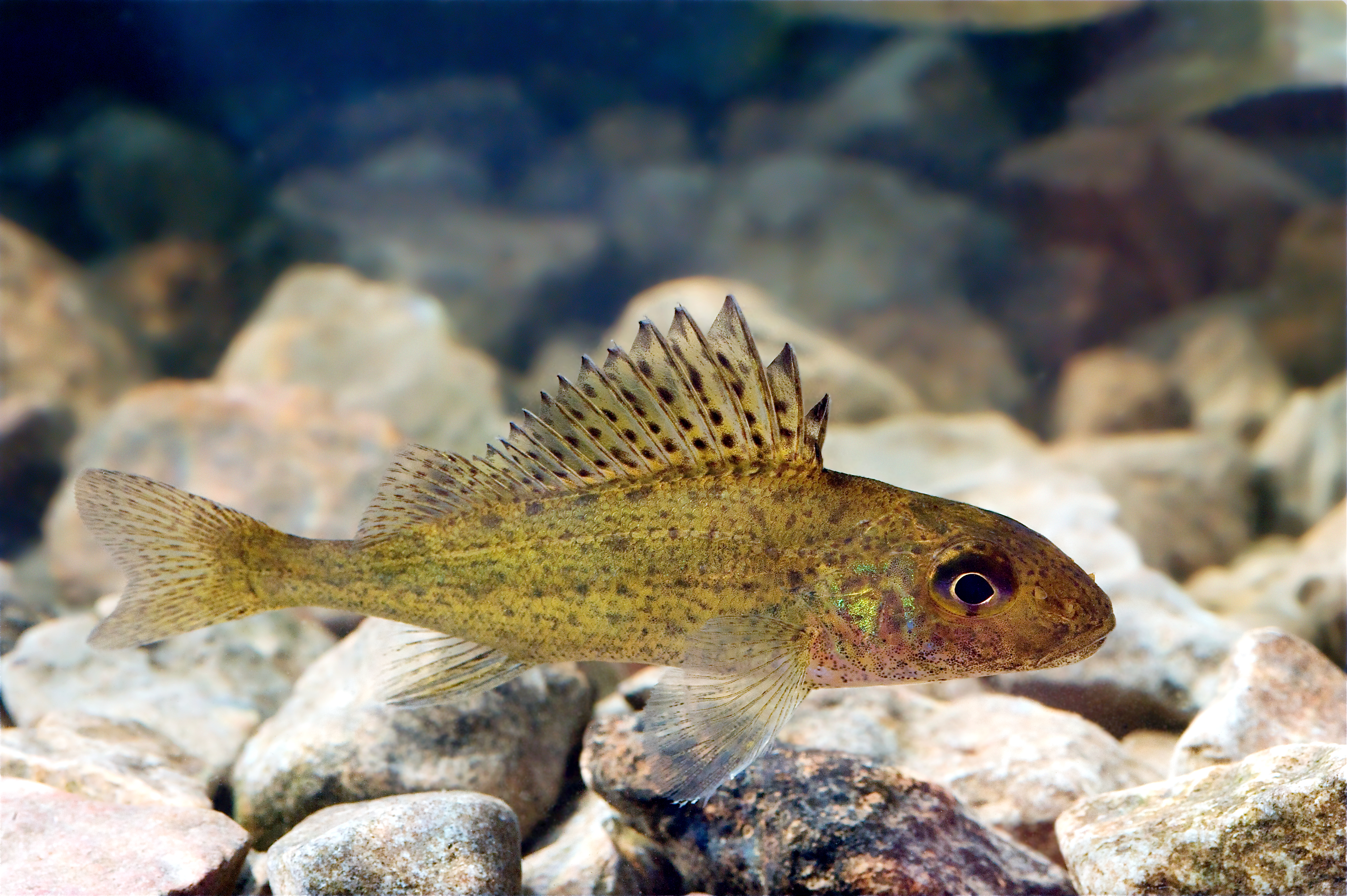
Ježdík obecný
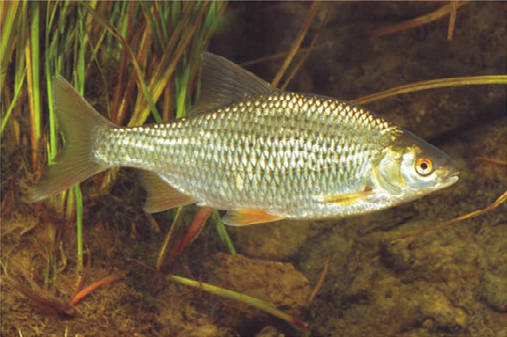
Plotice obecná
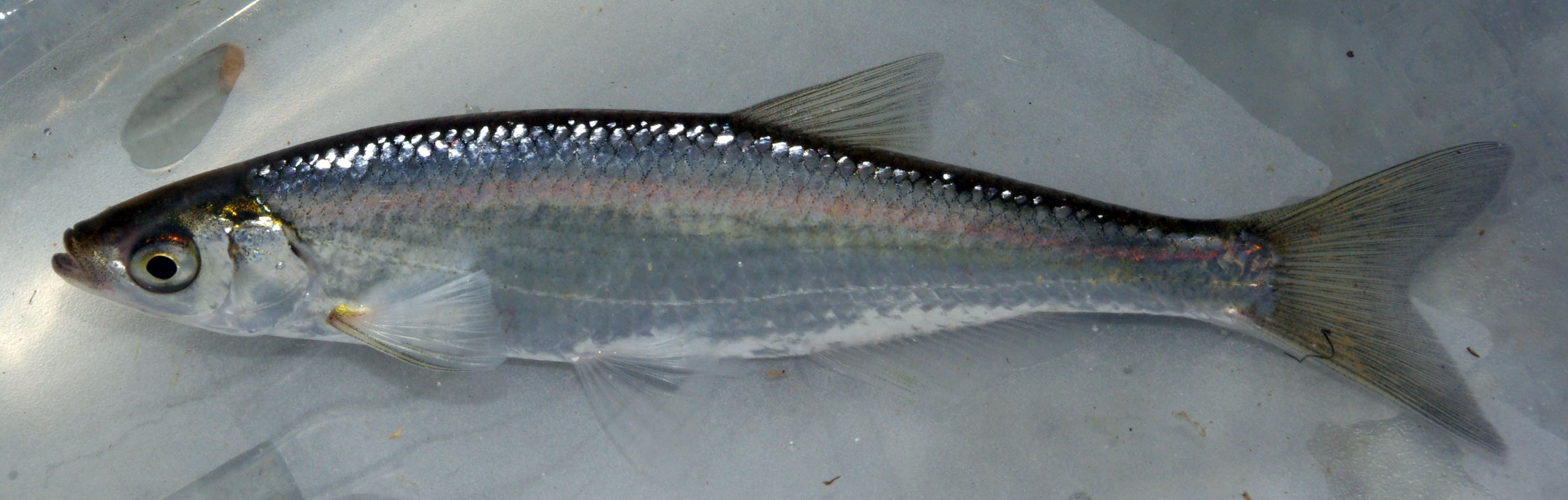
Ouklej obecná
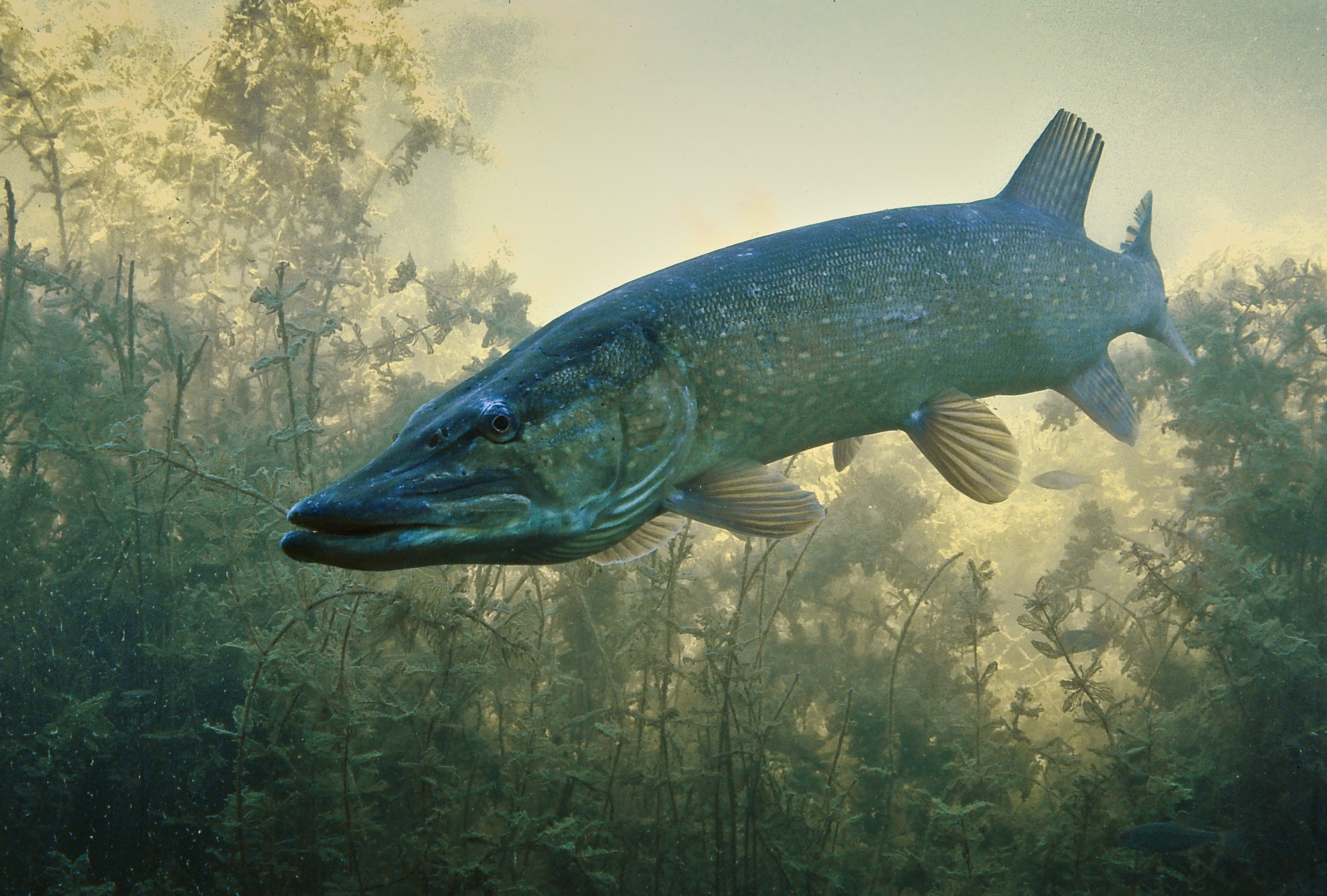
Štika obecná
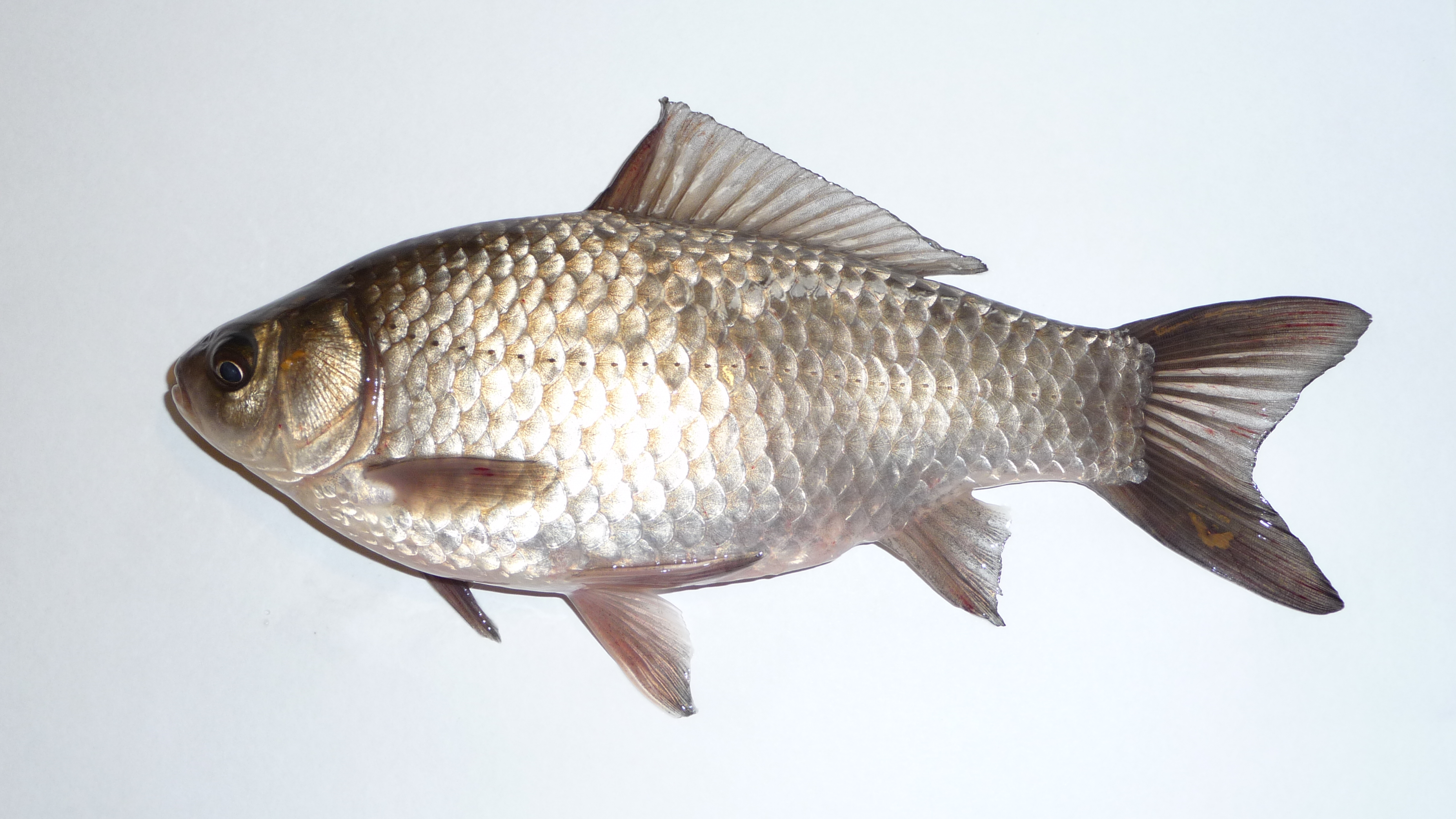
Karas stříbřitý
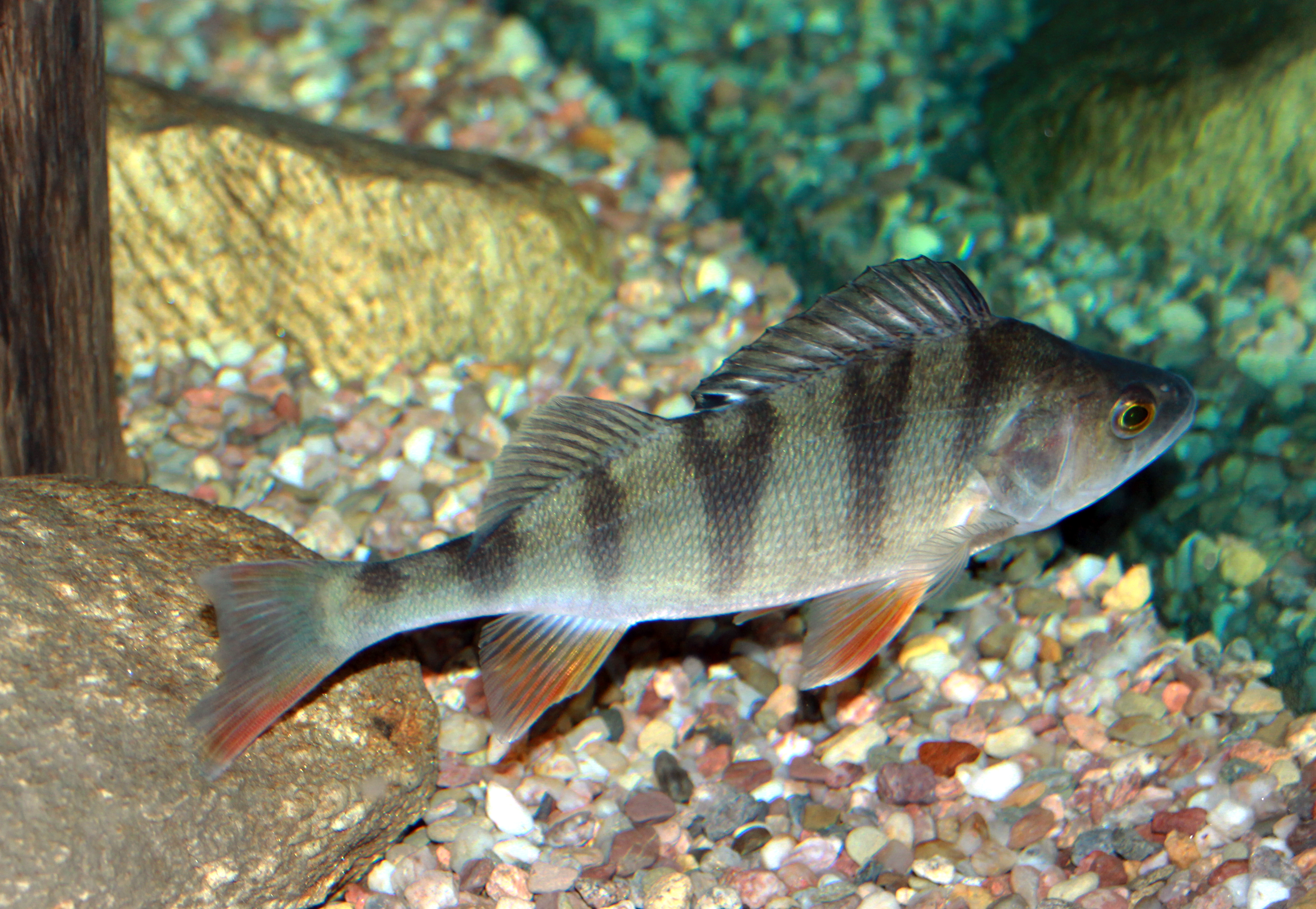
Okoun říční
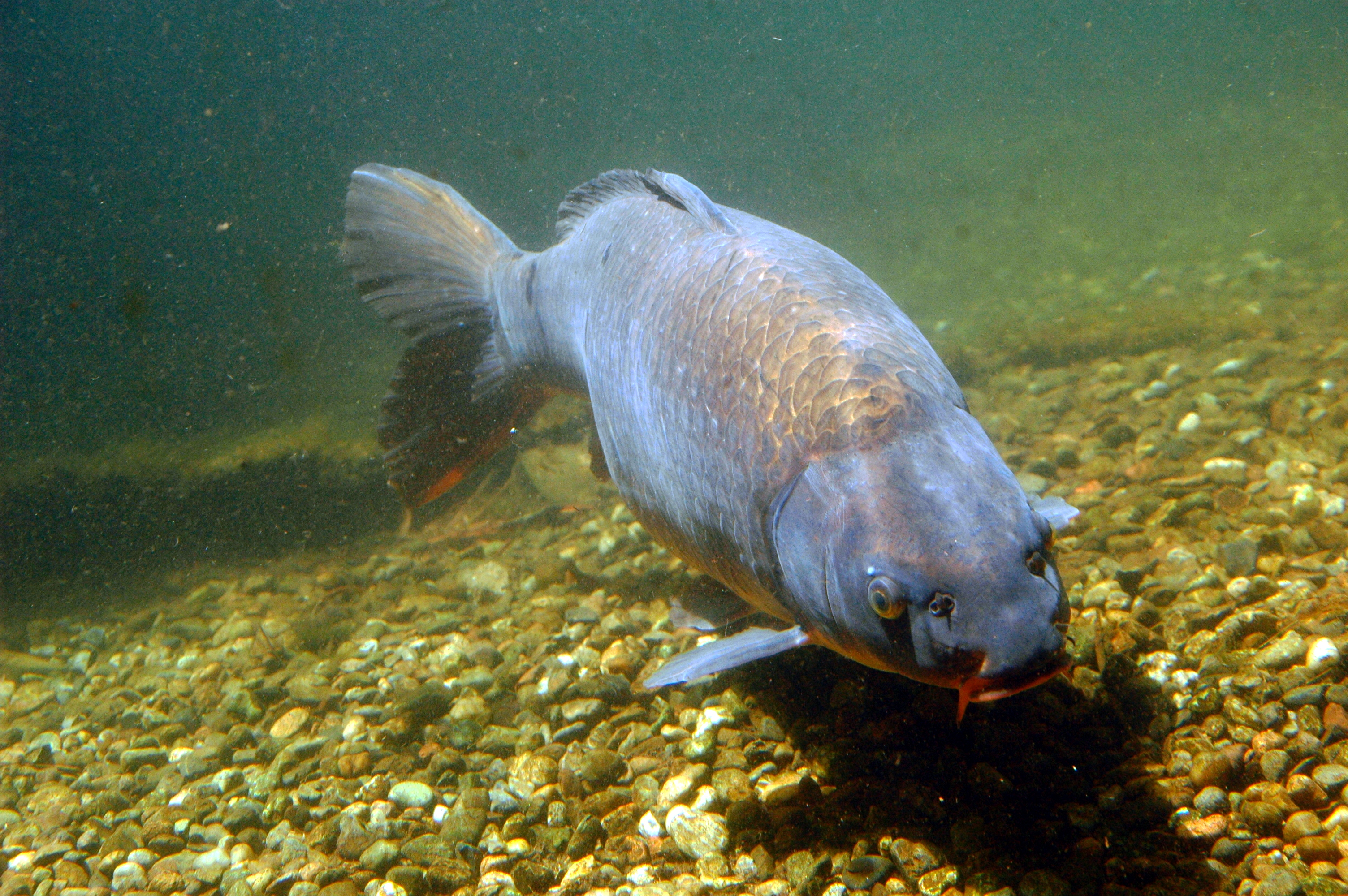
Kapr obecný